# Hemiceras moresca
Hemiceras moresca är en fjärilsart som beskrevs av William Schaus 1904. Hemiceras moresca ingår i släktet Hemiceras och familjen tandspinnare. Inga underarter finns listade i Catalogue of Life.